# Белмон Трамоне
Белмон Трамоне (фр. Belmont-Tramonet) насеље је и општина у источној Француској у региону Рона-Алпи, у департману Савоја која припада префектури Шамбери.
По подацима из 2011. године у општини је живело 561 становника, а густина насељености је износила 102,75 становника/km². Општина се простире на површини од 5,46 km². Налази се на средњој надморској висини од 280 метара (максималној 360 m, а минималној 219 m).

## Демографија
| 1962. | 1968. | 1975. | 1982. | 1990. | 1999. | 2011. |
| ----- | ----- | ----- | ----- | ----- | ----- | ----- |
| 261   | 287   | 348   | 341   | 339   | 405   | 561   |

График промене броја становника у току последњих година